# Avatar: The Way of Water

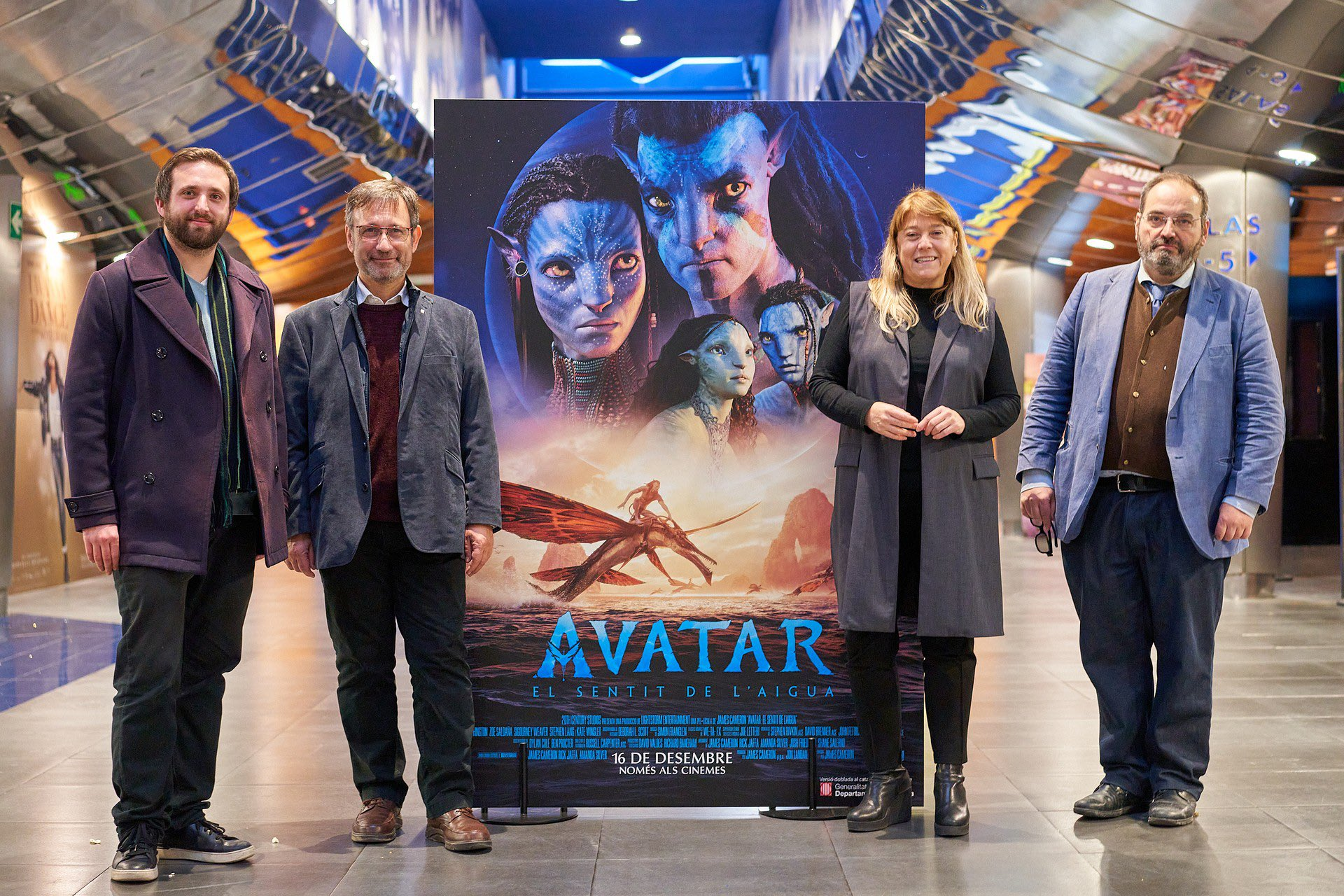

Avatar: The Way of Water je dobrodružný sci-fi film, který natočil režisér James Cameron. Jde o první ze čtyř plánovaných sequelů Cameronova snímku Avatar (2009).

## Děj
Více než deset let od prvního dílu je slovy Jakea Sullyho vysvětlen jeho poklidný život coby náčelníka kmene Omaticaya. Společně s Neytiri počali syny Neteyama a Lo'aka a dceru Tuk a dále si adoptovali Kiri, dívku za záhadných okolností zrozenou z avatara Grace Augustinové, a lidského chlapce Spidera, syna plukovníka Milese Quaritche narozeného na Pandoře, který jakožto dítě nemohl vstoupit do kryospánku a vrátit se na Zemi. Zatímco Jake a ostatní děti jej přijali jako člena rodiny a vychovávají jej jako jednoho z Na'vi, Neytiri jej stále považuje za pouhého člověka. Bohužel, jednoho dne se kosmické lodě RDA vrátí ve snaze kolonizovat Pandoru, jelikož Země umírá. Pod vedením generálky Frances Ardmoreové zde lidé založí novou operační základnu a pokračují v drancování pandorských zdrojů. Jedním z nově příchozích je také avatar plukovníka Quaritche, do nějž byla nahrána kopie jeho mysli pořízená krátce před smrtí. Výsledkem je, že si nepamatuje vlastní smrt, ale moc dobře si vzpomíná na Jakea a touhu jej zabít.
Ve snaze oslabit RDA velí Jake všemožným sabotážním akcím. Při jedné z nich Lo'ak poruší slib a s Neteyamem se přidají do boje, ovšem celá akce se zvrtne a bratři sotva uprchnou. Jake je naštěstí zachrání a dá jim lekci, aby příště takovou hloupost nedělali. Téže noci jej Neytiri požádá, aby nebyl na své syny tak přísný, ale Jake vysvětlí, že má o ně strach a nechce o ně přijít. Mezitím je ukázáno, že sabotážní akce vyprovokovaly Quaritche k zahájení pátrání po Jakeovi a spolu se svým týmem se vydává na místo, kde byl před lety jeho lidský originál zabit. Shodou okolností si zde i přes zákaz hrají Jakeovy děti včetně Spidera a nevyhnutelně dojde ke střetu, kdy jsou děti zajaty. Lo'ak však skrz vysílačku stihne varovat Jakea. Ten společně s Neytiri děti osvobodí, ale Spider je zajat a Quaritch v něm pozná svého syna. Zpátky na základně se RDA snaží ze Spidera dostat informace o Jakeovi, ale ten odmítá cokoliv prozradit. Quaritch však změní taktiku a vůči Spiderovi se chová jako starostlivý otec, který chce jen zjistit víc o Na'vi výměnou za chlapcovu svobodu. Spider neochotně souhlasí, není si totiž vědom, o co Quaritchovi skutečně jde. Quaritch se tak začne učit na'vijským způsobům a dokonce si ochočí létavého křiklouna.
Jelikož Spiderovy vědomosti ohrožují bezpečí Jakeovy rodiny, Jake předá status náčelníka svému nástupci a přesvědčí Neytiri, aby navždy opustili kmen Omaticaya a vydali se na východ ke kmeni Metkayina, což je národ souznící s mořem. Jakmile k Metkayina dorazí, jsou zde přivítáni náčelníkem Tonowarim a jeho ženou Ronal, která o Jakeově rodině zpočátku pochybuje. Jake je seznámí se situací a požádá o azyl, s čímž mnozí nesouhlasí, ostatně v nich nejen spatřují lesní lid, ale i křížence Na'vi a avatara, ale Tonowari přikývne a nařídí, aby je učili jejich způsobům. Rodina se časem přizpůsobí a získá si respekt. Kiri je fascinovaná vodním životem a vytvoří si duchovní pouto s mořem a stvořeními, která svede do jisté míry ovládat, zatímco Lo'ak se spřátelí s Tsireyou, dcerou Tonowariho a Ronal.
Lo'ak se jednoho dne pustí do křížku s Tsireyiným bratrem Aonungem. Když se na Jakeův popud vrátí s omluvou, Aonung a jeho přátelé jej pozvou do divoké oblasti za útesem a opustí ho. Napadne jej mořský predátor, ale na poslední chvíli ho zachrání tulkun jménem Payakan a spřátelí se. Tulkuni jsou vysoce inteligentním mírumilovným druhem připomínající kytovce, jež Metkayina považují za svou duchovní rodinu. Když se Lo'ak vrátí, vezme na sebe vinu a získá si tak Aonungovo přátelství, ale zároveň se dozví, že Payakan je vyhnanec. Později se vydají k mořskému Stromu duší, na nějž se Kiri napojí a setká se tak se svou matkou, ovšem popadne jí záchvat. Jake přivolá na pomoc Norma Spellmana a Maxe Patela, kteří mu vysvětlí, že Kiri trpí epilepsií a opětovné napojení na Strom duší by ji mohlo zabít. Bohužel, vrtulník Norma a Maxe vystopuje RDA a Quaritch se vydá k Metkayina. Bere s sebou Spidera a převezme velení nad velrybářskou lodí, která loví tulkuny kvůli jejich mozkovým enzymům. Tato extrémně drahá komodita zcela zastavuje proces stárnutí a nahradila těžbu unobtania. Za použití donucovacích prostředků začne vyslýchat mořské kmeny, ale jelikož nikdo nechce nic prozradit, rozhodne se přilákat Jakeovu pozornost intenzivním lovem tulkunů. Mezitím se Lo'ak napojí na Payakana a je odhaleno, že kdysi napadl velrybářskou loď, která mu zabila matku, a porušil tak tulkunské zásady. Za trest byl vyhnán.
Když se Metkayina dozví pravdu ohledně masakru tulkunů, Lo'ak vyrazí varovat Payakana, přičemž jej následují jeho sourozenci, Tsireya a Aonung. Bohužel, Payakan je už v hledáčku velrybářů a Lo'ak, Tsireya a Tuk jsou zajati Quaritchem. Jake, Neytiri a zbytek Metkayina vyrazí do boje. Quaritch donutí Jakea vzdát se, ale zasáhne Payakan a napadne loď, což rozpoutá bitvu, při němž většina posádky zahyne a samotná loď klesá ke dnu. Neteyam zachrání Lo'aka, Tsireyu a Spidera, sám je však postřelen a zemře. Jake se vydá za Quaritchem, ten však užije Kiri jako rukojmí pod hrozbou smrti. Když totéž udělá Neytiri se Spiderem, Quaritch jej coby syna zprvu odmítne, ovšem záhy přistoupí na podmínky a pustí Kiri, čímž zachrání i Spidera.
Potápějící loď uvězní Jakea, Quaritche, Neytiri a Tuk pod vodou. Zatímco Jake nechá Quaritche napospas utopení a je zachráněn Lo'akem a Payakanem, Kiri přivolá mořská stvoření a společně zachrání Neytiri a Tuk. Spider vzápětí nalezne Quaritche, slituje se nad ním a zachrání jej, ovšem kvůli veškeré krutosti ho odmítne a přidá se k Jakeově rodině. Po Neteyamově pohřbu se Jake rozhodne opustit Metkayina, aby je nezatáhl do války. Tonowari jej však bere jako součást kmene a přesvědčí jej, aby zůstali. Rodina tak začíná nový život na moři a Jake v posledních slovech dodává, že boj s lidmi zdaleka neskončil.

## Obsazení
| Sam Worthington     | Jake Sully                   |
| Zoe Saldana         | Neytiri                      |
| Sigourney Weaver    | Kiri a Dr. Grace Augustinová |
| Stephen Lang        | plukovník Miles Quaritch     |
| Kate Winsletová     | Ronal                        |
| Cliff Curtis        | Tonowari                     |
| CCH Pounder         | Mo'at                        |
| Jamie Flatters      | Neteyam                      |
| Britain Dalton      | Lo'ak                        |
| Chloe Coleman       | mladý Lo'ak                  |
| Trinity Jo-Li Bliss | Tuktirey („Tuk“)             |
| Bailey Bass         | Tsireya („Reya“)             |
| Filip Geljo         | Aonung                       |
| Duene Evans         | Rotxo                        |
| Matt Gerald         | desátník Lyle Wainfleet      |
| Alicia Vela-Bailey  | Zdinarsk                     |
| Jack Champion       | Miles „Spider“ Socorro       |
| Joel David Moore    | Dr. Norm Spellman            |
| Dileep Rao          | Dr. Max Patel                |
| Giovanni Ribisi     | Parker Selfridge             |
| Edie Falco          | generálka Frances Admoreová  |
| Brendan Cowell      | kapitán Mick Scoresby        |
| Jemaine Clement     | Dr. Ian Garvin               |

## Technické parametry projekce v kinech
| Verze |        |         | Rychlost - FPS | Svítivost - FL | Rozlišení | Zvuk  | Formát   |
| 3D    |        | titulky | 48             | 3.5            | 2K        | 5.1   | 2,39 ŠUP |
| 3D    |        | titulky | 48             | 3.5            | 2K        | 5.1   | 1,85 K   |
| 3D    | dabing |         | 48             | 3.5            | 2K        | 5.1   | 2,39 ŠUP |
| 3D    | dabing |         | 48             | 3.5            | 2K        | 5.1   | 1,85 K   |
| 3D    |        | titulky | 24             | 3.5            | 2K        | 5.1   | 2,39 ŠUP |
| 3D    |        | titulky | 24             | 3.5            | 2K        | 5.1   | 1,85 K   |
| 3D    | dabing |         | 24             | 3.5            | 2K        | 5.1   | 2,39 ŠUP |
| 3D    | dabing |         | 24             | 3.5            | 2K        | 5.1   | 1,85 K   |
| 3D    |        | titulky | 24             | 6              | 2K        | 5.1   | 2,39 ŠUP |
| 3D    |        | titulky | 24             | 6              | 2K        | 5.1   | 1,85 K   |
| 3D    | dabing |         | 24             | 6              | 2K        | 5.1   | 2,39 ŠUP |
| 3D    | dabing |         | 24             | 6              | 2K        | 5.1   | 1,85 K   |
| 2D    |        | titulky | 24             | 14             | 4K        | ATMOS | 2,39 ŠUP |
| 2D    |        | titulky | 24             | 14             | 4K        | 5.1   | 2,39 ŠUP |
| 2D    | dabing |         | 24             | 14             | 4K        | 5.1   | 2,39 ŠUP |

## Výroba
Cameron již v roce 2006, tedy tři roky před premiérou prvního filmu, uvedl, že pokud bude úspěšný, natočí i sequel. Ten byl oficiálně oznámen v roce 2010. Původně bylo plánováno, že bude mít premiéru v roce 2014. Později bylo však jeho uvedení odloženo. Jeho vydání bylo nakonec naplánováno na 16. prosinec roku 2022. Předběžné natáčení filmu začalo dne 15. srpna 2017 v kalifornském městě Manhattan Beach. Ve filmu hrají například Sam Worthington, Zoe Saldana a Cliff Curtis.